# عبد العزيز عبد الكريم العيسى
عبد العزيز بن عبد الكريم بن عبد العزيز العيسى هو أكاديمي سعودي وعضو في مجلس الشورى السعودي منذ أن تم تعيينه بأمر ملكي في 3 ربيع الأول، 1438هـ الموافق لـ2 ديسمبر 2016م. ولد عبد العزيز العيسى في 1375هـ - شقــراء، الداهنة بمنطقة الرياض. في عام 1403هـ تخرج بشهادة ماجستير فقه مقارن من المعهد العالي للقضاء.

## الحياة المهنية
- عضو مجلس الشورى ابتداءً من 3/3/1430هـ وحتى الآن.[2]
- عضو لجنة الشؤون الإسلامية والفضائية بمجلس الشورى في الدورتين الخامسة والسادسة .[2]
- رئيس لجنة الشؤون الإسلامية والقضائية بمجلس الشورى في دورته السابعة.[2]
- عمل في السلك القضائي بوزارة العدل.[2]
- عين مفتشاً بوزارة العدل منذ عام 1403هـ وحتى تاريخه.
- مدير عام الإدارة العامة بمؤسسة الجزيرة للصحافة والطباعة والنشر 1401- 1410هـ .
- رئيس تحرير صحيفة المسائية 1403-1410هـ .
- رئيس تحرير مجلة الدعوة 1410هـ .
- مدير عام مؤسسة الدعوة الإسلامية الصحفية 1415هـ .
- يرأس تحرير جميع المطبوعات التي تصدر عن مؤسسة الدعوة الإسلامية الصحفية وعددها خمس مطبوعات .
- ترأس مجلس إدارة الشركة الوطنية للتوزيع 2006م.
- عمل محكماً لفض النزاعات بين بعض القطاعات الحكومية الشرعية وبعض المؤسسات والهيئات الأهلية .
- مستشار تحرير لعدة مطبوعات .

## عضويات المجالس واللجان
- عضو في هيئة التحرير لبعض المجلات العلمية المحكم.[2]
- عضو في مؤسسة الدعوة الإسلامية الصحفية، وعضو في مجلس إدارتها.[2]
- عضو في الشركة الوطنية الموحدة للتوزيع وعضو في مجلس إدارتها .
- عضو في العديد من الجمعيات مثل: الجمعية الفقهية السعودية، الجمعية السعودية للدراسات الدعوية، الجمعية السعودية للسنة .
- عضو الجمعية السعودية لمساندة كبار السن (وقار).

## وصلات خارجية
- موقع مجلس الشورى السعودي الرسمي.
- معرض صور مجلس الشورى السعودي[وصلة مكسورة].